# Liste des évêques de Jesi
Cette liste recense les évêques qui se sont succédé sur le siège du diocèse de Jesi.

## Évêque
- Saint Septime (?-307)
- Marciano ? (501-502)
- Calcompioso ? (mentionné en 647)
- Onesto (mentionné en 680)
- Pietro (mentionné en 743)
- Giovanni (mentionné en 826)
- Anastasio (mentionné en 853)
- Eberardo (mentionné en 967)
- Marziano ? (mentionné en 1027)
- Anonyme (mentionné en 1146)
- Rinaldo (1164-1179)
- Grimoaldo (mentionné en 1197)
- Crescenzio (mentionné en 1207)
- Dago (mentionné en 1208)
- Filippo (?-1229), nommé évêque de Fermo
- Severino (1229-1245)
- Gualtiero, O.F.M (1246-?)
- Crescenzio Tebaldi, O.F.M (1252-?)
- Bonagiunta, O.F.M (1263-?)
- Uguccione (1267-?)
- Giovanni d'Uguccione (1289-1295), nommé évêque d'Osimo
- Leonardo Patrasso (1295-1297), nommé évêque d'Aversa
- Francesco degli Alfani (1313-1342)
- Francesco Brancaleoni (1342-1350), nommé évêque d'Urbino
- Niccolò da Pisa, O.E.S.A (1350-?)
- Giovanni Zeminiani, O.P (1371-?)
- Bernardo de Baysiaco, O.E.S.A (1373-?)
- Pietro Borghesi (attesté en 1380)
- Bernardo (?-1391)
- Tommaso Pierleoni (1391-1399)
- Luigi Francesco degli Alfani, O.S.B.Vall (1400-1405)
- Giacomo Bonriposi (1405-1418), nommé évêque de Narni
- Biondo Conchi † (31 gennaio 1418-?)
- Lazzaro (?-1425)
- Innocenzo (1425-?)
- Tommaso Ghisleri (1463-1505)
- Angelo Ripanti (1505-1513)
- Pietro Paolo Venanzi (1513-1519)
- Antonio Venanzi (1519-1540)
- Benedetto Conversini (1540-1553)
- Pietro del Monte (1553-1554)
- Gabriele del Monte (1554-1597)
- Camillo Borghese (1597-1599), élu pape sous le nom de Paul V
- Marco Agrippa Dandini (1599-1603)
- Pirro Imperioli (1604-1617)
- Marcello Pignatelli, C.R (1617-1621)
- Tiberio Cenci (1621-1653)
- Giacomo Corradi (1653-1656)
- Alderano Cybo (1656-1671)
- Lorenzo Cybo (1671-1680)
- Pier Matteo Petrucci, C.O (1681-1696)
- Alessandro Fedeli (1696-1715)
- Francescantonio Giattini (1716-1724)
- Antonio Fonseca (1724-1763)
- Ubaldo Baldassini, B. (1764-1786)
  - Siège vacant (1786-1794)
- Giovanni Battista Bussi de Pretis (1794-1800)
- Giovanni Battista Caprara Montecuccoli (1800-1802), nommé archevêque de Milan
  - Siège vacant (1802-1804)
- Antonio Maria Odescalchi (1804-1812)
  - Siège vacant (1812-1817)
- Francesco Cesarei Leoni (1817-1830)
  - Siège vacant (1830-1832)
- Francesco Tiberi Contigliano (1832-1836)
- Pietro Ostini (1836-1841)
- Silvestro Belli (1842-1844)
- Cosimo Corsi (1845-1853), nommé archevêque de Pise
- Carlo Luigi Morichini (1854-1871), nommé archevêque de Bologne
- Rambaldo Magagnini (1872-1892)
- Aurelio Zonghi (1893-1902),
- Giovanni Battista Ricci (1902-1906), nommé archevêque d'Ancône et Numana
- Giuseppe Gandolfi (1906-1927)
- Goffredo Zaccherini (1928-1934)
- Carlo Falcinelli (1934-1952)
- Giovanni Battista Pardini (1953-1975)
  - Siège vacant (1975-1978)
  - Carlo Maccari (1975-1978), administrateur apostolique
- Oscar Serfilippi, O.F.M.Conv (1978-2006)
- Gerardo Rocconi (2006-2025)
- Paolo Ricciardi (2025)

## Sources
- http://www.catholic-hierarchy.org